# Кораб (водоспад)
Кораб (Пройфел) — водоспад на заході Північної Македонії біля кордону з Албанією на території національного парку Маврово. Знаходиться у верхній течії річки Длабока (басейн Радика) на схилі гори Кораб. Він утворюється навесні від танення снігу на східній стороні піку Мал-Кораб. Інтенсивність водоспаду змінюється в залежності від сезону. Це найвищий водоспад в Північній Македонії і на Балканському півострові.

## Опис
Дані про висоту водоспаду розрізняються залежно від вимірювань; зазначають висоту від 100 до 138 метрів. Точна висота залежить від способу визначення його верхньої і нижньої точки, що може відрізнятися при різних вимірах. Верхня точка знаходиться, приблизно, в 2120 м над рівнем моря, а нижня залишається на позначці приблизно 1990 м .
Найвищий рівень води спостерігається в кінці травня - початку червня, а потім витрата води падає протягом усього літа. У дуже сухе літо, водоспад може висохнути в кінці серпня або вересні .
Водоспад і долина річки сформувалися під час останнього заледеніння під дією льодовиків .

## Доступність
Водоспад знаходиться в досить важко доступних місцях. Кращий шлях до водоспаду лежить через ущелину річки Длабока від села Ністрово, йде через покинуте село Ністрово , йде через покинуте чело Жужне . Звідти один маршрут веде через ліси, але при цьому доведеться двічі переходити річку по імпровізованих переходах.За іншим маршрутом можна пройти, якщо перетнути річку по мосту біля церкви. Він коротший, але крутіше і менш безпечний.